# Новенькое (Сумская область)
Новенькое (укр. Новеньке) — село в Сумском районе Сумской области Украины. Входит в состав Юнаковской сельской общины.
Код КОАТУУ — 5924780703.

## Географическое положение
Село Новенькое находится на левом берегу реки Локня, выше по течению на расстоянии в 2 км расположено село Басовка, ниже по течению на расстоянии в 1,5 км расположено село Свердликово (Курская область). Село находится на границе с Россией.

## История
7 марта 2025 года, в ходе вторжения России в Украину, по заявлению российских военных блогеров, ВС РФ оккупировали село. По заявлению украинских источников, предположительно связанных с украинской военной разведкой, 7 марта российские войска концентрировали свои силы в селе, пытаясь продвинуться к Басовке и атакуя трассу Сумы-Суджа к югу от Басовки.

## Население
Население по переписи 2001 года составляло 15 человек, 3 человека по данным 2023 года.

### Языковой состав
Родной язык населения по данным переписи 2001 года:
| Язык       | Численность, чел. | Доля     |
| ---------- | ----------------- | -------- |
| Украинский | 14                | 93,33 %  |
| Русский    | 1                 | 6,67 %   |
| Итого      | 15                | 100,00 % |

## Экономика
- Молочно-товарная ферма.